# Hospital Italiano Umberto I

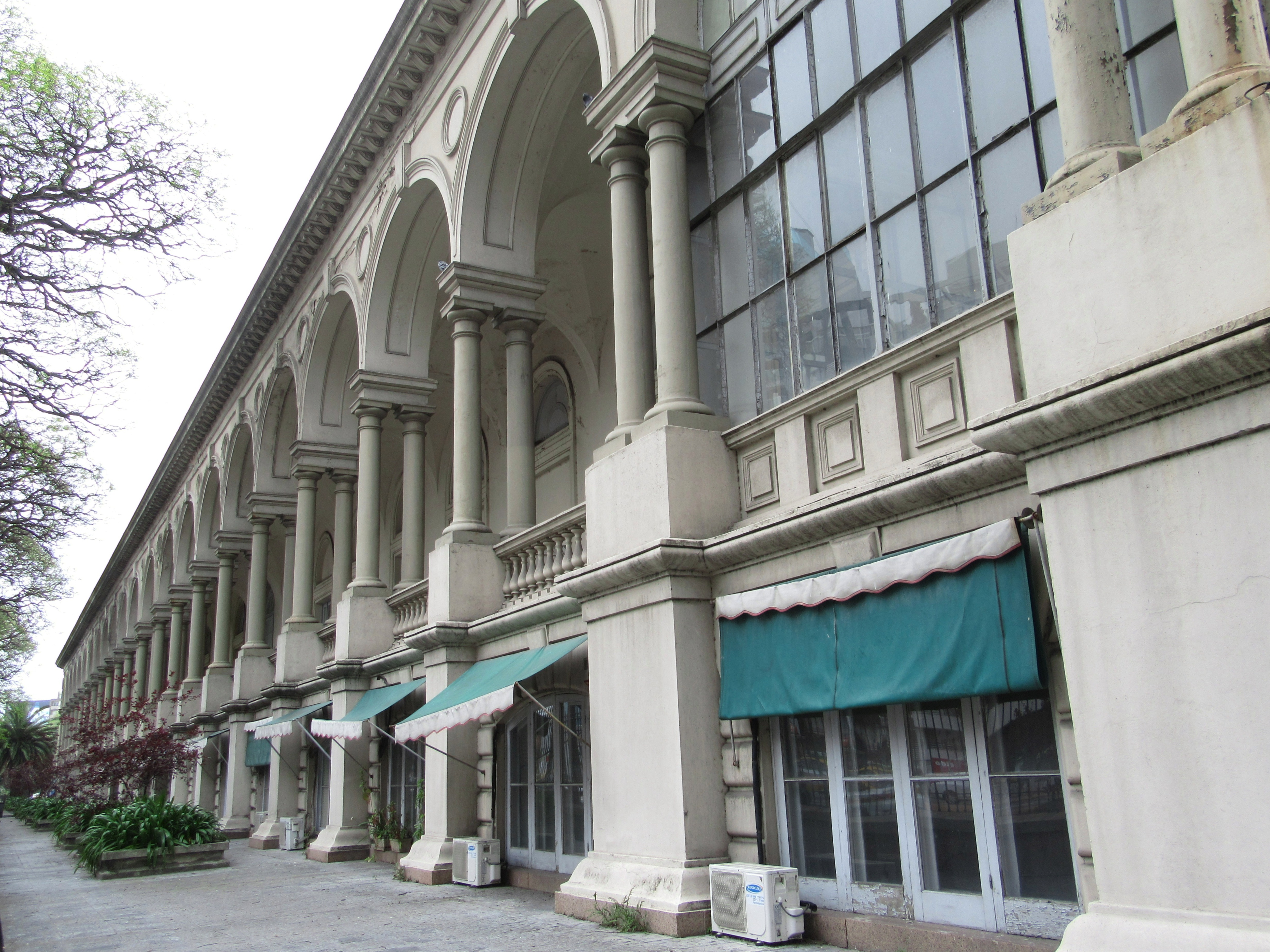
Hospital Italiano Umberto I

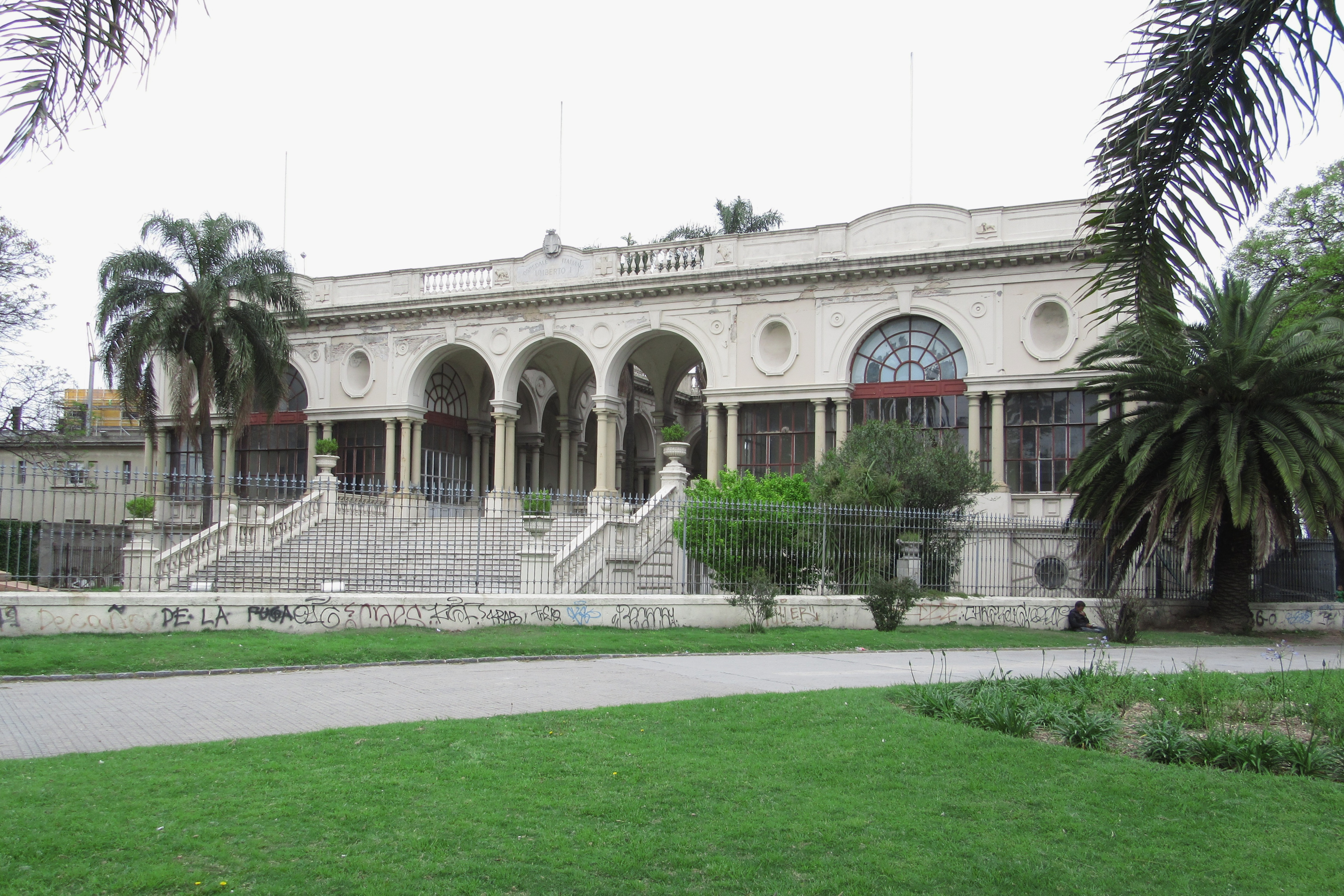
Hospital Italiano Umberto I

Das Hospital Italiano Umberto I ist ein Bauwerk in der uruguayischen Landeshauptstadt Montevideo.
Das am 1. Juni 1890 in Gegenwart des seinerzeitigen uruguayischen Präsidenten Máximo Santos, seiner Minister, des italienischen Botschafters als Vertreter des italienischen Königs, des Herzogs von Licignano sowie des Grafen Antonio Greppi als Repräsentant des Königs Umberto I. von Savoyen eingeweihte Gebäude befindet sich im Barrio Parque Batlle an der Grenze zu Tres Cruces an der Avenida Italia, dem Bulevar Artigas sowie der Calle  Jorge Canning. Für den Bau zeichnete als Architekt Luigi Andreoni verantwortlich. Die Bauweise ist stilistisch dem Eklektizismus zuzuordnen und orientiert sich an der italienischen Architektur des 16. Jahrhunderts. Hierbei werden insbesondere Bezüge zu Giorgio Vasaris Galleria degli Uffizi gesehen. Der Gebäudekomplex, der in zwei parallel verlaufenden, drei Innenhöfe einfassenden Blöcken angeordnet ist, beherbergt ein Krankenhaus, das 2003 250 Betten vorhielt. 1952 wurde infolge der erschöpften Kapazität des Krankenhauses der als Sanatorio Italiano bekannte Erweiterungsbau hinzugefügt. Dies geschah unter Leitung des Architekten Carlos Surraco. Diese und weitere bauliche Veränderungen beeinträchtigten das ursprüngliche Ambiente des Gebäudes.
Seit 1975 ist das Hospital Italiano Umberto I als Monumento Histórico Nacional klassifiziert.